# Cosworth
Cosworth est une entreprise britannique d'ingénierie de pointe, fondée à Londres en 1958, spécialisée dans la conception, le développement et la construction de moteurs de compétition automobile. Elle est aujourd'hui implantée à Cambridge et Northampton au Royaume-Uni, à Torrance, Indianapolis, Mooresville et Shelby Charter Township aux États-Unis et à Pune en Inde.
De 1967 à 2006, et de 2010 à 2013, Cosworth s'est notamment illustré en Formule 1. En cumulant 176 victoires en Grands Prix depuis cette date, Cosworth est l'un des motoristes les plus victorieux en F1, quatrième en nombre de victoires derrière Ferrari, Mercedes et Renault. L'entreprise, également présente en WRC de 1979 à 2005, est le fournisseur exclusif du plateau du Champ Car de 2003 à 2007.

## Historique

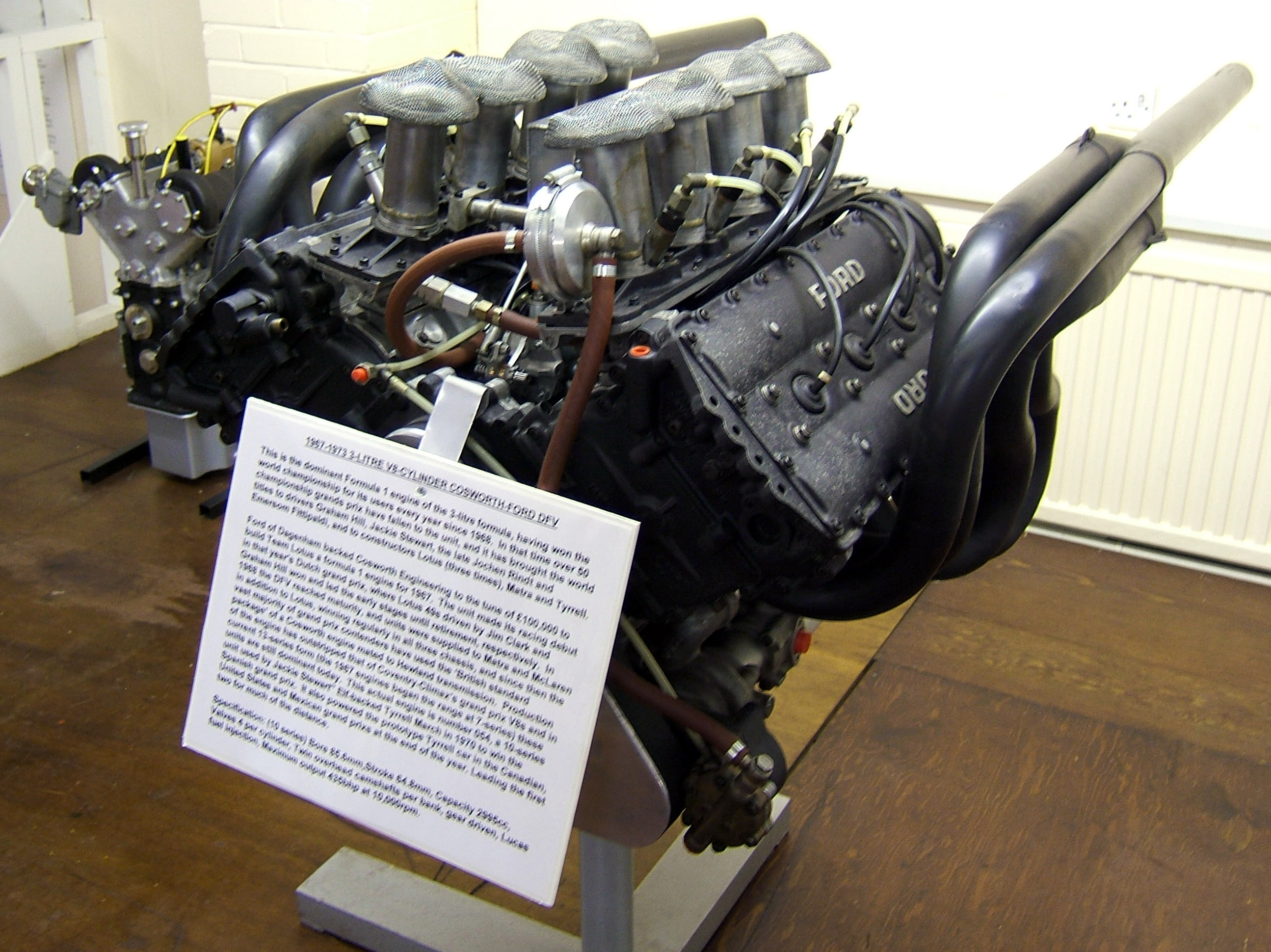
Moteur de Formule 1 Cosworth V8 DFV de trois litres de cylindrée (type 1967 à 1973).

Cosworth est fondé en 1958 par Mike Costin et Keith Duckworth et tire son nom de la contraction des patronymes des fondateurs. Bien qu'indépendante, la firme Cosworth a été rapidement indissociable du constructeur automobile américain Ford qui finançait la conception, pour son compte, de moteurs de compétition.
En 1980, Cosworth est racheté par le groupe United Engineering Industries. Après plusieurs reventes successives, dont une au groupe Volkswagen, Cosworth est divisée en deux parties : une branche sportive (Cosworth Racing) et une branche industrielle (Cosworth Technology).
La branche sportive est revendue en 1998 à Ford. En 2004, Ford revend Cosworth Racing aux entrepreneurs américains Gerald Forsythe et Kevin Kalkhoven, propriétaires du Champ Car, dont Cosworth était le fournisseur exclusif de 2003 à 2008, jusqu'à ce que cette discipline fusionne avec l'IndyCar Series, dont le règlement technique prévalut.

## Débuts de Cosworth en compétition

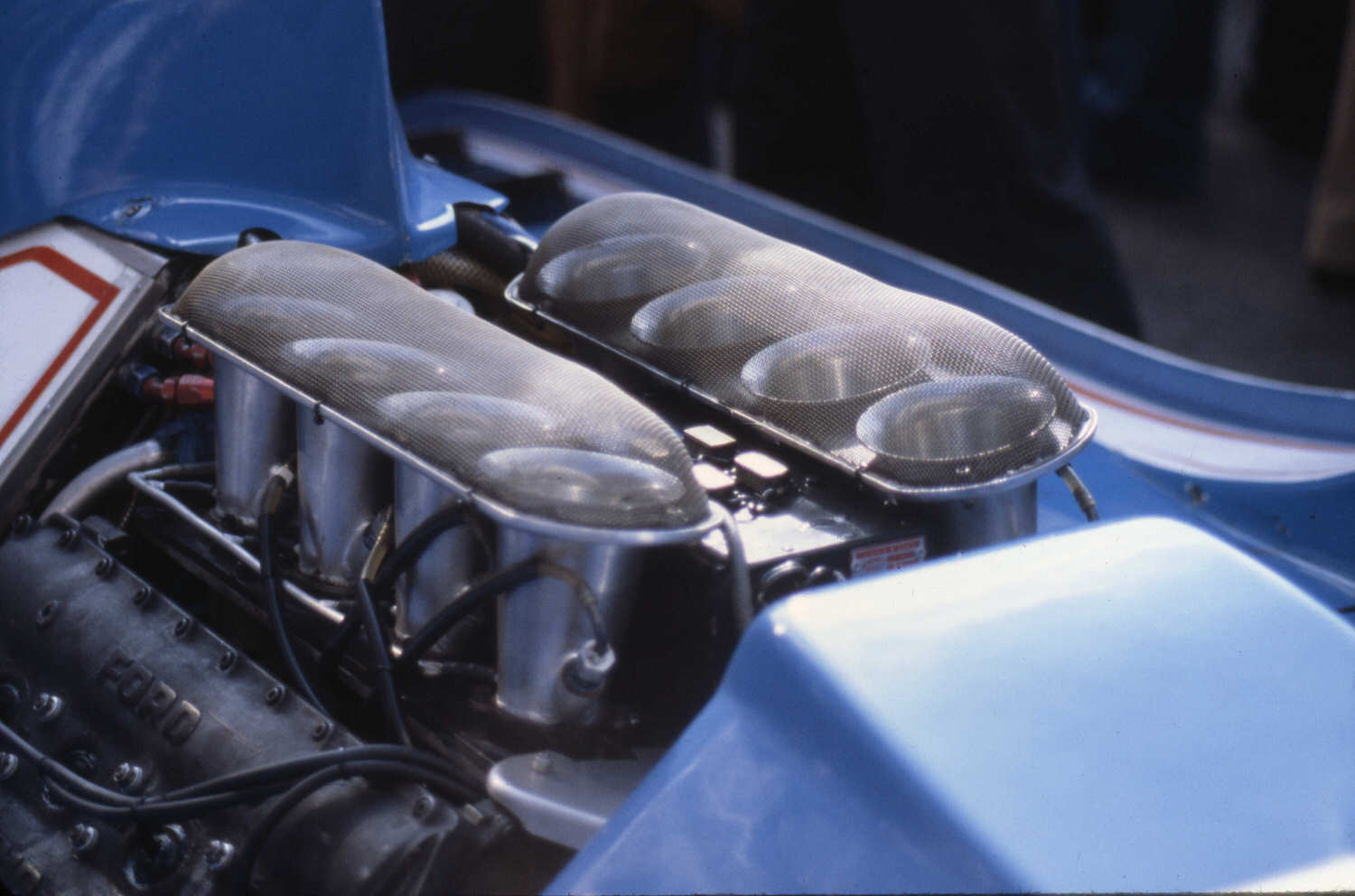
Cosworth DFV de la Ligier JS11 de 1979.

La première étude de Keith Duckworth est la préparation, en 1959, d'un moteur Fiat 1100 pour la Formule Junior, réalisation maison destinée à Howard Panton. Les difficultés rencontrées en travaillant sur ce moteur et les suggestions de Panton, lui-même distributeur de la marque Ford, de tenter une transformation à partir du moteur de l'Anglia, constituent un tournant décisif pour le développement futur de l'entreprise.
Cette Formule Junior débute en course le 26 décembre 1959 lors des courses du Boxing Day à Brands Hatch, sans grand succès, mais les qualités du moteur sont appréciées au point qu'en 1960 la petite entreprise commercialise plus de 126 kit de transformations moteurs Ford Anglia.
À partir du moteur de série de l'Anglia (alésage × course : 80,9 × 48,4 mm, 997 cm3, environ 35 ch à 5 000 tr/min), ils parviennent à obtenir 75 ch à 8 000 tr/min et 105 ch à 8 800 tr/min fin 1962. En version 1 098 cm3 toujours avec la même course de 48,4 mm mais avec un alésage porté à 84,5 mm ce même moteur atteint 114 ch en 1963.
À la suite de ces bons résultats, la Cosworth Engineering Ltd se structure en une équipe complète : Keith Duckworth à la direction des projets, Mike Costin à la réalisation technique, Bill Brown à la direction générale et Benny Rood à la direction des ateliers. Le projet de construction d'un moteur complet destiné à la nouvelle Formule 2 (1 000 cm3) de 1964 date de cette période, le moteur SCA (Single Cam serie A), toujours basé sur le matériel Ford (bloc moteur Cortina 116E à 5 paliers), mais avec une culasse originale à un arbre à cames en tête entrainé par une cascade de pignons, huit soupapes en ligne et chambre de combustion usinée dans la tête du piston (Type Heron), permet d'atteindre les avantages d'un moteur à double arbres à cames avec des moyens simplifiés au maximum.
Pendant trois années (1964 à 1966), ce moteur quatre-cylindres de 1 000 cm3 de cylindrée alimenté par deux carburateurs Weber double corps qui développe 115 ch à 8 700 tr/min à ses débuts et par étapes successives atteindra 125 à 130 ch à 10 000 tr/min, avec le recours à l'injection Lucas et la lubrification par carter sec, surclasse ses adversaires, surtout les deux premières années, jusqu'à l'arrivée du moteur Honda (2ACT et 16 soupapes). En 1966, date de la fin de la Formule 2 (1 000 cm3), le moteur Cosworth développait 135 à 140 ch contre 147 à 150 pour le rival japonais. Les versions SCB de 1 500 cm3 et SCC de 1 100 cm3 dérivées du SCA sont réservées à la catégorie voitures sport.
Tous ces bons résultats, y compris les transformations effectuées sur le moteur Twin Cam de la Cortina Lotus, ont acquis à Cosworth l'entière confiance de Ford, au point d'envisager un vaste programme pour l'avenir avec un transfert de l'activité, effectué en 1966, à Northampton, pour y créer de nouvelles usines et mettre en chantier des nouveaux moteurs destinés à la Formule 2 et surtout à la Formule 1.

## Cosworth en Formule 1

### Le V8 Ford Cosworth

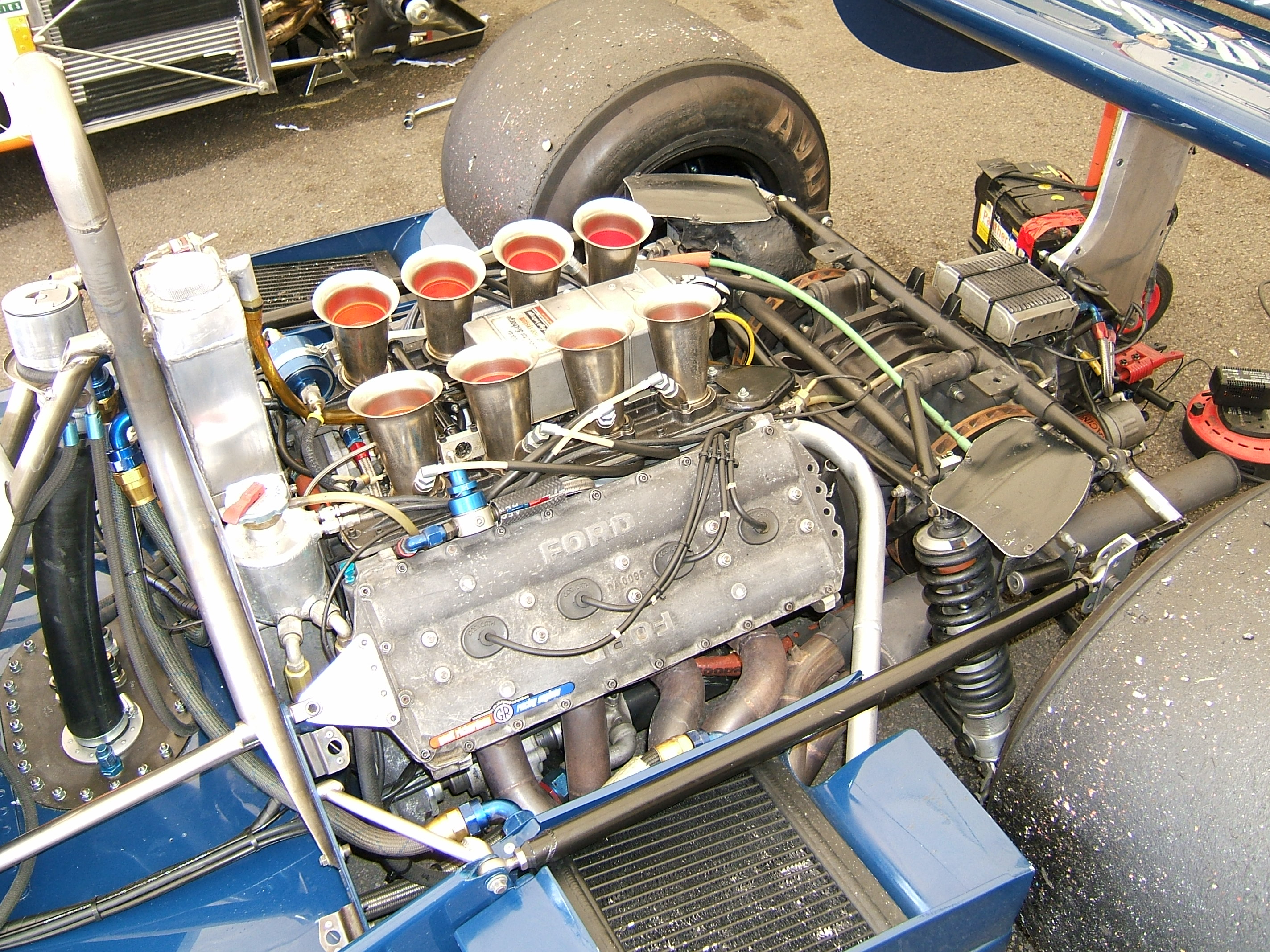
V8 DFV installé dans une Tyrrell 008.

Le partenariat entre Ford et Cosworth connaît son point d'orgue en 1967, avec la construction du V8 DFV (Double Four Valves = Double arbre à cames et quatre soupapes par cylindre) de trois litres qui domine la Formule 1 pendant une quinzaine d'années, remportant 155 courses. Il obtient la totalité des pole positions de la saison en 1969 (réédité par Mercedes en 2014) et de remporter toutes les courses et tous les meilleurs tours en 1969 et 1973, année où il monopolise tous les podiums de la saison.
Ce moteur V8 de 2 993 cm3 (alésage × course : 85,6 × 64,8 mm) qui développe 405 ch à 8 750 tr/min à ses débuts, gagnant le Grand Prix des Pays-Bas 1967, et par évolutions successives, est monté jusqu'à 466 ch à 10 500 tr/min, en 1972-1973, a eu une évolution unique puisqu'il est considéré à ses débuts comme ayant atteint son potentiel maximum.
L'avènement des moteurs turbocompressés en Formule 1 met un terme à la domination Cosworth. Toujours pour le compte de Ford, Cosworth conçoit également un moteur turbo qui équipe notamment les écuries Lola et Benetton au milieu des années 1980, sans succès. Il faut attendre le retour de la réglementation atmosphérique pour retrouver les Ford Cosworth au premier plan. Ainsi, en 1994, le moteur Cosworth Zetec-R permet à Michael Schumacher de remporter son premier titre mondial.
Au total, en 567 Grands Prix (qui en font le troisième motoriste le plus expérimenté derrière Ferrari et Renault), les moteurs Ford Cosworth ont remporté 176 succès, le dernier au Grand Prix du Brésil 2003 avec Giancarlo Fisichella et Jordan Grand Prix, ce qui en fait le troisième motoriste le plus victorieux de l'histoire de la Formule 1 derrière Ferrari et Mercedes, 139 pole positions (quatrième moteur ayant obtenu le plus de pole positions, derrière Ferrari, Renault et Mercedes), 159 meilleurs tours (devancé que par Ferrari, Renault et Mercedes), inscrit 4 336,5 points (quatrième meilleur score derrière ceux de Mercedes, Ferrari et Renault), 535 podiums (devancé par Ferrari), ont parcouru 10 695 tours en tête (derrière Ferrari, Mercedes et Renault) et contribué à l'obtention de dix titres de champion du monde des constructeurs (le dernier en 1981 avec Williams) et de treize titres de champion du monde des pilotes (le dernier en 1994 avec Michael Schumacher sur la Benetton B194).

### Cosworth
Malgré la perte du soutien de Ford qui n'a été propriétaire de Cosworth que pendant une brève période mais qui finançait la conception des moteurs depuis les années 1960, Cosworth reste en Formule 1 jusqu'en 2006 où elle fournit Scuderia Toro Rosso avec un V10 bridé de la saison précédente ainsi qu'un tout nouveau V8 à l'écurie Williams. En 2007, les signatures de Williams avec Toyota et de Red Bull Racing avec Renault laissent Cosworth sans équipe à motoriser.
En 2010, Cosworth revient en Formule 1 avec le bloc V8 CA2010 et motorise Williams F1 Team ainsi que les trois équipes débutantes Hispania Racing F1 Team, Virgin Racing et Lotus F1 Racing. Lors du Grand Prix du Brésil 2010, Nico Hülkenberg réalise la première pole position d'un V8 Cosworth au volant d'une Williams FW32. L'écurie britannique termine sixième, au coude-à-coude avec Force India et son V8 Mercedes-Benz.
En 2011 Cosworth, avec le CA2011, ne motorise que trois écuries, AT&T Williams, Hispania Racing F1 Team et Marussia Virgin Racing, Lotus F1 Team ayant choisi d'être motorisé par Renault. Seuls cinq points sont marqués, par Williams F1 Team, qui échoue à la neuvième place. En 2012, Cosworth et son CA2012 perdent Williams qui renoue avec Renault. Marussia et HRT, qui demeurent avec Cosworth, ne marquent aucun point.
En 2013, Cosworth avec son moteur CA2013 ne motorise plus que Marussia F1 Team, HRT ayant fait faillite,. En juillet, Marussia F1 Team annonce un partenariat avec la Scuderia Ferrari à partir de 2014, obligeant Cosworth à se retirer. Cette dernière saison est à nouveau vierge de tout point.

## Palmarès des moteurs Ford Cosworth en Formule 1
- 567 Grands Prix
- 176 victoires
- 139 pole positions
- 159 meilleurs tours
- 535 podiums
- 108 doublés
- 77 triplés
- 89 hat tricks
- 72 grands chelems
- 4 336,5 points
- 260 806 tours parcourus (soit 1 227 411 km)
- 10 695 tours en tête (soit 49 260 km)

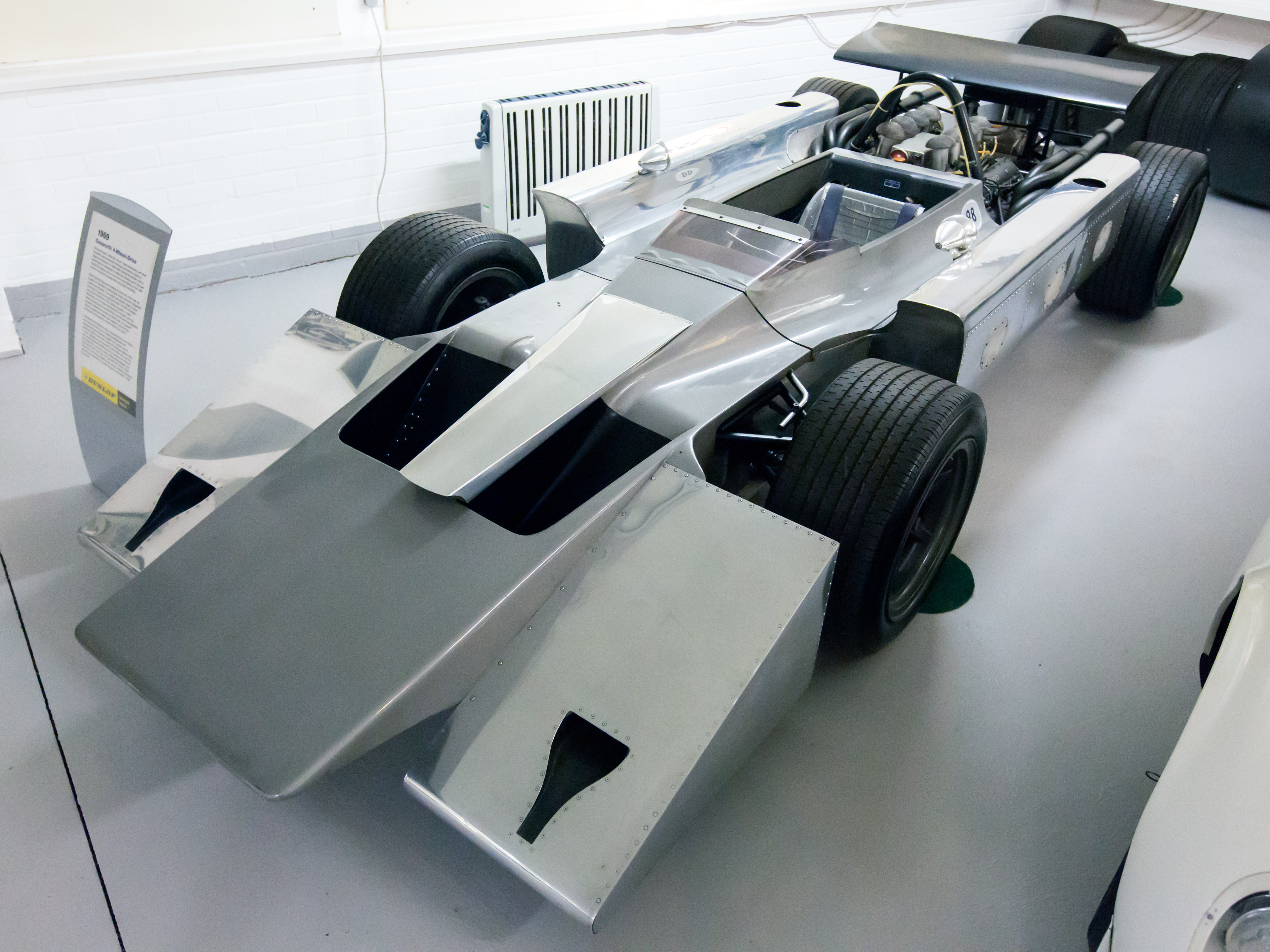
La Cosworth F1, seule monoplace (à quatre roues motrices) construite par le motoriste et jamais engagée en championnat du monde.

- 160 Grands Prix passés en tête du championnat du monde des constructeurs
- Dix titres de champion du monde des constructeurs
- Treize titres de champion du monde des pilotes

| Année | Champion           | Écurie   | Modèle                       |
| ----- | ------------------ | -------- | ---------------------------- |
| 1968  | Graham Hill        | Lotus    | Lotus 49                     |
| 1969  | Jackie Stewart     | Matra    | Matra MS80                   |
| 1970  | Jochen Rindt       | Lotus    | Lotus 49 Lotus 72            |
| 1971  | Jackie Stewart     | Tyrrell  | Tyrrell 01 Tyrrell 03        |
| 1972  | Emerson Fittipaldi | Lotus    | Lotus 72                     |
| 1973  | Jackie Stewart     | Tyrrell  | Tyrrell 05 Tyrrell 06        |
| 1974  | Emerson Fittipaldi | McLaren  | McLaren M23                  |
| 1976  | James Hunt         | McLaren  | McLaren M23B                 |
| 1978  | Mario Andretti     | Lotus    | Lotus 79                     |
| 1980  | Alan Jones         | Williams | Williams FW07B               |
| 1981  | Nelson Piquet      | Brabham  | Brabham BT49C                |
| 1982  | Keke Rosberg       | Williams | Williams FW07C Williams FW08 |
| 1994  | Michael Schumacher | Benetton | Benetton B194                |

## WRC

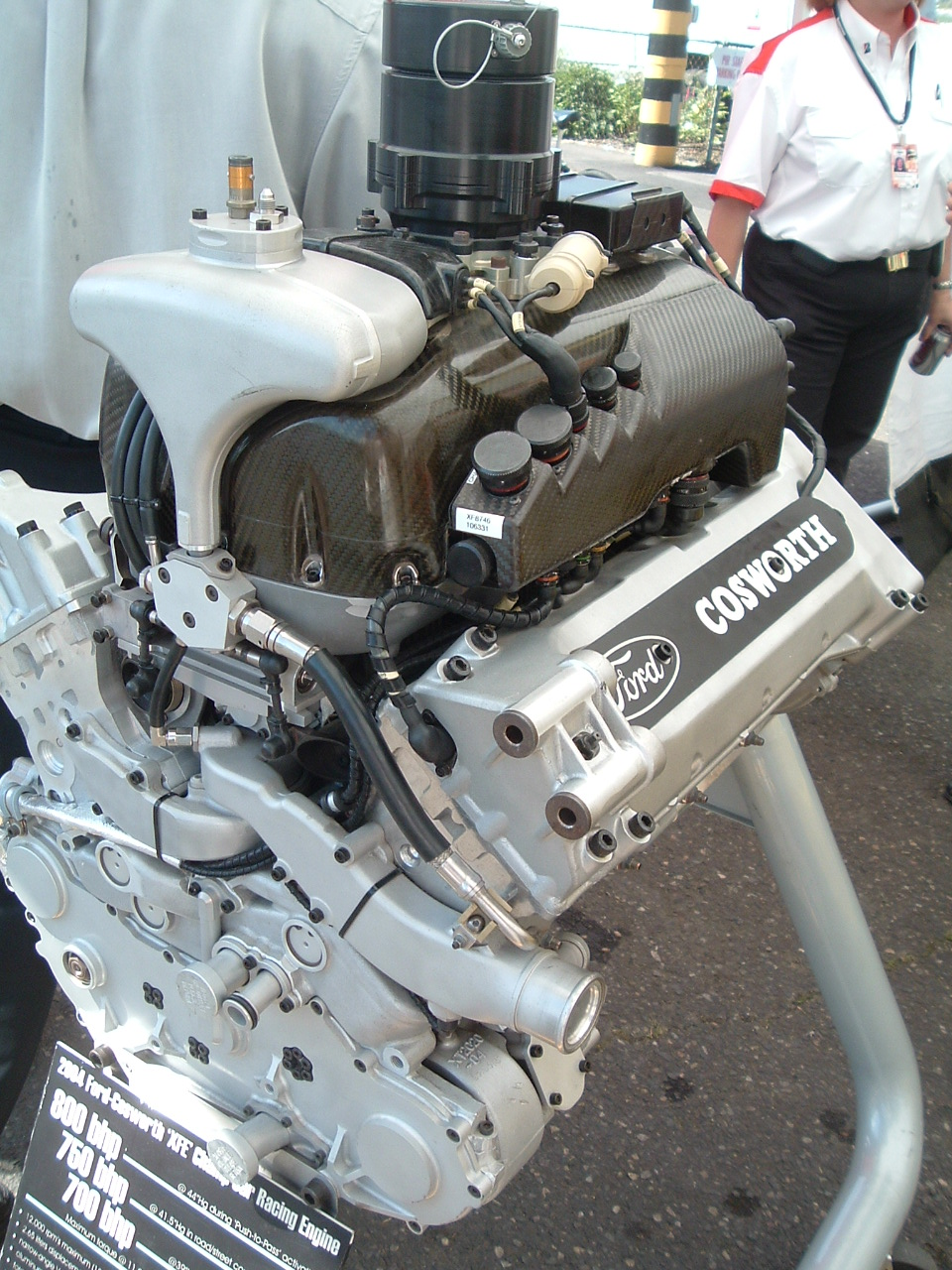
Cosworth V8 Champ Car 2004.

Cosworth Racing a également été impliqué en WRC jusqu'en 2005, toujours aux côtés de Ford. Cosworth était notamment chargé de la préparation des moteurs des différents modèles engagés. Citons notamment la Ford Sierra RS Cosworth, la Ford Escort RS Cosworth et la Ford Focus WRC.

## Courses aux États-Unis
Cosworth a aussi brillé dans les courses américaines. Toujours en partenariat avec Ford, le moteur Cosworth a brillé dans le championnat CART et aux 500 Miles d'Indianapolis, tout au long des années 1980 et 1990.
Depuis 2003, Cosworth est même le fournisseur exclusif du plateau du Champ Car avec un V8 turbo de 2,65 l. De 2003 à 2005, Cosworth a également été présent dans le championnat IndyCar Series, en concevant les moteurs de course Chevrolet.